# Pestszentlőrinci Agapé Gyülekezet
A Pestszentlőrinci Agapé Gyülekezet a kereszténység protestáns ágához tartozó karizmatikus felekezet, amelynek gyökerei a Magyarországi Baptista Egyházba nyúlnak vissza. A Pestszentlőrinci Agapé Gyülekezet belső egyházi jogi személye az Agapé Gyülekezetek Közösségének.

## Története
Az 1932-ben alakult Pestszentlőrinci Baptista Gyülekezet pásztorlását 1988-ban Perjesi István vette át. Vezetésével a gyülekezet egyre inkább az 1980-as évektől hazánkban is teret nyerő karizmatikus irányba fordult. A gyülekezet szellemi megújulása nyomán az 1990-es évek elejétől az ország minden tájáról havonta ezrek vettek részt a Pestszentlőrinci Sportcsarnokban tartott Istentiszteleteiken. Ennek ellenére Perjesi István lelkipásztori engedélyét a Magyarországi Baptista Egyház teológiai nézeteltérésekre hivatkozva visszavonta. Ezt követően - élve az 1995-ben hatályos jogi lehetőségekkel - a gyülekezet vezetőségének kezdeményezésére a közösséget 1995. augusztus 28-án a bíróság önálló egyházként jegyezte be Agapé Gyülekezet néven. A 2011. évi egyházügyi törvényben foglaltak alapján a közösség egyházi státuszát elvesztette, így ezt követően vallási tevékenységet végző egyesületként, 2022-től pedig már nyilvántartott egyházként működik tovább.

## Küldetése
A Pestszentlőrinci Agapé Gyülekezet elhívásának fő jelmondata: Hatással a világra!
A Pestszentlőrinci Agapé Gyülekezet egy olyan közösség, amelynek elhívása megismerni a Mennyei Atya feltétel nélküli szeretetét, megtalálni a gyógyulást és a teljességet az Ő Fiában, Jézus Krisztusban, illetve felkészíteni az Ő követőit, hogy készek legyenek megosztani a Mennyei Atya szeretetét az őket körülvevő világgal is.
A közösség legfőbb célja a Jézus Krisztussal való személyes kapcsolat hiteles megélése, és az, hogy az Ő életet átformáló erejét megismertessék a körülöttük élő emberekkel is. Hitük szerint az Újszövetségben említett karizmák, szellemi ajándékok ma is működnek, és rajtuk, mint Isten gyermekein keresztül ma is testi-lelki gyógyulások, és szellemi felszabadulások történhetnek.

## Elnevezése
A gyülekezet neve a Bibliában az Isten szeretetének kifejezésére használt görög “agapé” szóból származik, amelynek jelentése: olyan baráti, önzetlen, önfeláldozó szeretet, amely nincs feltételekhez kötve. Mindenekelőtt Isten emberek felé való feltétel nélküli szeretetét jelenti, de azt a magatartást is magába foglalja, amely során az emberek saját érdekeiket háttérbe szorítva egymás javára törekszenek. Ez a szeretet a Biblia szerint soha nem szűnik meg, és ez jelenti minden cselekedet valódi értékét. E nélkül a szeretet nélkül üres és értelmetlen lenne az élet. 

## Alkalmai, istentiszteletei

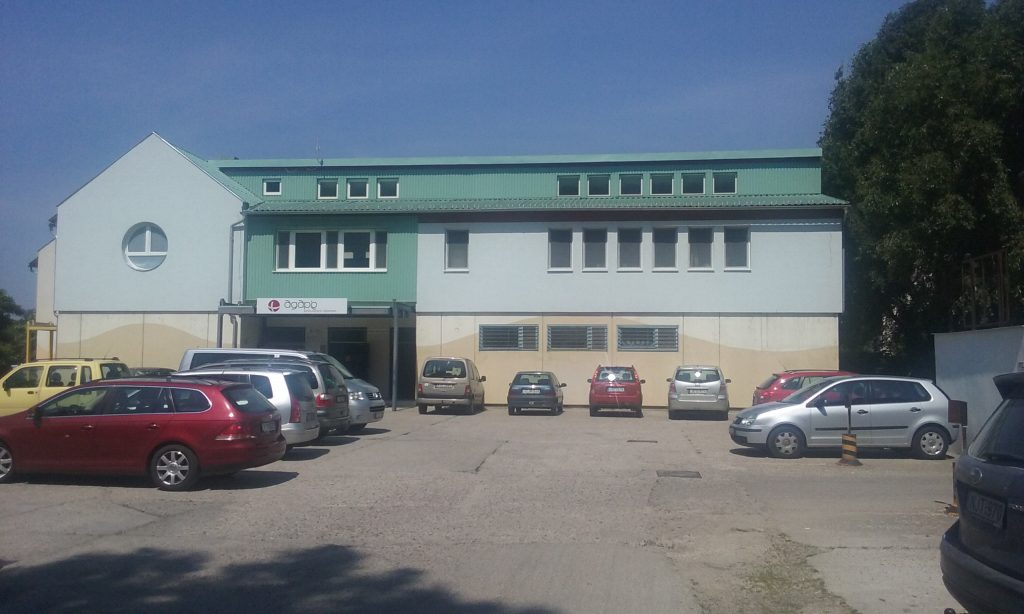
A Pestszentlőrinci Agapé Gyülekezet központja és imaháza.

A gyülekezet – amely jelenleg közel 400 tagot számlál – központja, imaháza a pestszentlőrinci Havanna-lakótelepen található, ahol hetente tartanak Istentiszteleteket, és ahol hétköznapokon is számos találkozásra van lehetőség különféle kisebb csoportokban. Ennek keretében hetente tart a gyülekezet ifjúsága ifiesteket (Agapé Ifi), számos más közösségi csoport tart online és személyes találkozókat, és természetesen az idősebbek számára is lehetőség van a találkozásra, beszélgetésre a nyugdíjas alkalmak keretében. A hetenkénti istentiszteleti alkalmak élőben online is követhetők a gyülekezet csatornáján, ahol az alkalmak utólag is teljes egészsében visszanézhetők.